# مديرية رماه

تعديل مصدري - تعديل

مديرية رماه إحدى مديريات محافظة حضرموت في شرق اليمن وأكبرها مساحة. بلغ عدد سكانها 6357 نسمة عام 2004 وسكانها من المهرة و المناهيل و خصوصاً ال صموده المهري و ال قمصيت المهري

موقع مديرية رماه في محافظة حضرموت